# 디아나 구르츠카야
디아나 구다에브나 구르츠카야(Диана Гудаевна Гурцкая, 1979년 7월 2일 ~ )는 조지아의 맹인가수이다. 유로비전 송 콘테스트 2008에서 조지아 대표로 참가했다.